# 玉石站

玉石站位于中华人民共和国甘肃省金昌市永昌县红山窑镇，是兰新铁路的一座火车站，等级为五等站，距兰州站405公里，距乌鲁木齐南站1487公里，本站及相邻上下行区间均为电气化区段。本站办理客运，不办理货运业务。